# Stowell
Stowell è un centro abitato degli Stati Uniti d'America, situato nella contea di Chambers dello Stato del Texas.

## Geografia fisica
Stowell è situata a 29°47′15″N 94°22′46″W (29.787468, -94.379386).
Secondo lo United States Census Bureau, ha un'area totale di 10,3 miglia quadrate (27 km²), di cui 9,9 miglia quadrate (26 km²) di terreno e 0,4 miglia quadrate (1,0 km², 3.69%) d'acqua.

## Società

### Evoluzione demografica
Secondo il censimento del 2000, c'erano 1.572 persone, 564 nuclei familiari, e 433 famiglie residenti nella città. La densità di popolazione era di 158,7 persone per miglio quadrato (61,3/km²). C'erano 619 unità abitative a una densità media di 62,5 per miglio quadrato (24,1/km²). La composizione etnica della città era formata dal 59,80% di bianchi, il 30,92% di afroamericani, lo 0,64% di nativi americani, il 7,82% di altre razze, e lo 0,83% di due o più etnie. Ispanici o latinos di qualunque razza erano il 10,43% della popolazione.
C'erano 564 nuclei familiari di cui il 35,8% avevano figli di età inferiore ai 18 anni, il 59,8% erano coppie sposate conviventi, l'11,0% aveva un capofamiglia femmina senza marito, e il 23,2% erano non-famiglie. Il 19,0% di tutti i nuclei familiari erano individuali e l'8.0% aveva componenti con un'età di 65 anni o più che vivevano da soli. Il numero di componenti medio di un nucleo familiare era di 2,79 e quello di una famiglia era di 3,21.
La popolazione era composta dal 27,9% di persone sotto i 18 anni, il 9,8% di persone dai 18 ai 24 anni, il 30,1% di persone dai 25 ai 44 anni, il 22,4% di persone dai 45 ai 64 anni, e il 9,9% di persone di 65 anni o più. L'età media era di 34 anni. Per ogni 100 femmine c'erano 103,9 maschi. Per ogni 100 femmine dai 18 anni in giù, c'erano 97,2 maschi.
Il reddito medio di un nucleo familiare era di 32.981 dollari, e quello di una famiglia era di 39.792 dollari. I maschi avevano un reddito medio pro capite di 35.154 dollari contro i 17.500 dollari delle femmine. Il reddito medio pro capite era di 15.371 dollari. Circa il 10,9% delle famiglie e il 18,8% della popolazione erano sotto la soglia di povertà, incluso il 36,3% di persone sotto i 18 anni e il 12,2% di persone di 65 anni o più.